# أملودية سميكة الأجنحة
أملودية سميكة الأجنحة (الاسم العلمي:Rhipsalis pachyptera) هي نوع من النباتات تتبع جنس الأملودية من الفصيلة الصبارية.